# Rigoletto (opera)
Rigoletto je opera v treh dejanjih (štirih slikah) italijanskega skladatelja Giuseppeja Verdija. Libreto je po drami Kralj se zabava francoskega pisatelja Victorja Hugoja napisal Francesco Maria Piave.
Pred krstno predstavo je imel skladatelj težave s cenzuro. Zgodba o nemoralnem kralju ni bila ustrezna, zato so bile izvedene manjše korekture, in sicer so kralja Franca I. iz Hugojeve drame nadomestili z vojvodo iz Mantove, dvornega šaljivca Tribouleta so prekrstili v
Rigoletta, Saint-Valliera v Monterona. Libretist Piave je Hugojevo dramo preimenoval v La Maledizione (slov. Prekletstvo), cenzuri pa tudi ta naslov ni bil všeč, zato so morali opero poimenovati po dvornem norcu.
Krstna predstava je bila v beneškem Teatru La Fenice 11. marca 1851. Naslovno vlogo je pel baritonist Felice Varesi.
Opera Rigoletto je danes del železnega opernega repertoarja, v Verdijevem opusu pa je prva izmed treh oper (ob Traviati in Trubadurju), s katero se je mojster zapisal med najpomembnejše operne skladatelje vseh časov.
Prva slovenska premiera Rigoletta je bila 19. novembra 1896 v Ljubljani.

## Osebe
- Rigoletto, dvorni norec - bariton
- Gilda, njegova hči - sopran
- Vojvoda mantovski - tenor
- Sparafucile, razbojnik - bas
- Maddalena, njegova sestra - mezzosopran
- Giovanna, Gildina skrbnica - mezzosopran
- grof Ceprano - bas
- grofica Ceprano, njegova soproga - mezzosopran
- Matteo Borsa, dvorjan - tenor
- grof Monterone - bas
- Marullo, dvorjan - bariton
- ječar - bas
- paž - mezzosopran
- Dvorne dame in vitezi.

## Vsebina
Godi se v šestnajstem stoletju v Mantovi in bližnji okolici.

### Prvo dejanje

#### Prva slika
Ples v vojvodski palači.
Mladi vojvoda živi lahkomiselno in razvratno življenje. Nobena lepa ženska ni varna pred njegovim zalezovanjem. V tej grešni strasti ga še podpihuje njegov grbasti dvorni burkež Rigoletto. 
Na plesni slavnosti v svoji palači pripoveduje vojvoda svojemu dvorjanu Borsi o novi pustolovščini z mladim dekletom, ki jo že dalj časa tajno obiskuje. A zvestoba ni njegova čednost, zato se že razgleduje po novi žrtvi, lepi grofici Ceprano. Grofa seveda kuha ljubosumje, zbadljivi dvorni norec pa se mu še roga. Vojvodi je grofičin mož napoti, in Rigoletto mu kaj brž nasvetuje, naj se ga znebi, s tem da ga zapre, izžene ali obglavi. Grof Ceprano priseže maščevanje. 
Ta čas vdre v dvorano še grof Monterone, ki zahteva zadoščenja za svojo onečaščeno hčer in hoče sam govoriti z vojvodo. Toda Rigoletto tudi njega posmehljivo odpravi. Razjarjeni Monterone prekolne norca in njegova gospoda, ki sta kriva njegove očetovske bolesti. Stražniki grofa zgrabijo in zapro, pretreseni Rigoletto pa se spomni, da ima tudi sam hčer, ki mu je nad vse pri srcu.

#### Druga slika
Rigolettova hiša z vrtom.
Besede prekletstva še vedno grbavcu kot usoden opomin odzvanjajo po ušesih. Z nemirom v duši se vrača domov. Iz nočne teme stopi
k njemu razbojnik Sparafucile in mu ponudi svoje zle usluge. Ker ne ve, kaj bi z njim, ga Rigoletto odkloni, zapomni pa si njegovo ime. Doma ga sprejme ljubeča hči Gilda, ki jo je tu ljubosumno skril pred svetom. Pri tem pa niti ne sluti, da je vojvoda dekle že bil izvohal in jo zapredel v svoje zanke. Pač pa mu srčnim stiskam predana hči ne more povsem utajiti svojega nemira, zato naroči zaskrbljeni oče njeni skrbnici Giovanni, naj ima zanjo še bolj budno odprto oko. Pred hišo se tedaj oglasi neznan šum, in Rigoletto brž pohiti gledat, kaj se dogaja. Medtem se izmuzne vojvoda skozi odprta vrata v hišo, grbavec ne najde na vrtu nič sumljivega, zaklene hišo od zunaj in gre svojo pot. Takoj nato stopi vojvoda iz svojega skrivališča, se izda Gildi za študenta, ji izpove svojo vročo ljubezen in jo premami. Ko se pa s ceste oglasi nov ropot, zapusti vojvoda naglo hišo skrivaj pri zadnjih vratih. Medtem se priplazijo zakrinkani dvorjani z grofom Cepranom, ki bi radi dekle — misleč, da je Rigolettova ljubica — grbavcu ugrabili. Prav v tem se pa tudi Rigoletto nezaupno vrne, a zarotniki ga prepričajo, da nameravajo ugrabiti Cepranovo ženo, ki stanuje v sosednji hiši. Dvorni norec jim je pri tem pripravljen še sam pomagati, zato »zakrinkajo« še njega, a tako, da skoraj nič ne vidi. Na to vdro v njegovo lastno hišo, medtem ko Rigoletto drži lestev, ugrabijo Gildo in se izgube z njo v noč. Ko sname grbavec končno zavezo z oči, spozna z grozo, da je pomagal lopovom ugrabiti svojo lastno hčer: Monteronovo prekletstvo se že uresničuje!

### Drugo dejanje
V vojvodski palači. 
Vojvoda divja, ker so mu ponoči odpeljali ljubico. Iz besed dvorjanov kmalu izve, da tiči domnevna Rigolettova ljubica, Gilda, v njegovi palači, in ves blažen odhiti k njej. Kmalu zatem se kot ranjen lev privleče Rigoletto. Dvorjani se mu posmehujejo in prilivajo s tem njegovi rani razbeljenega železa. Skrušen in zlomljen jim prizna, da je Gilda njegova hči, in jih kleče prosi, naj prizanesejo njeni nedolžnosti. Dvorjani pa hočejo sedaj norcu vrniti, kar koli je kdaj zlega zagrešil nad njimi, in porogljivo molče. Iz načina, kako odpravijo vojvodinjinega paža, ki sporoči gospodaričino željo, da bi rada govorila s soprogom, spozna Rigoletto, da je njegova hči resnično v palači. Čez čas stopi sama v sobo pred očeta in mu vsa v solzah prizna sramoto, ki ji je bila prizadejana. V tem peljejo grofa Monterona v ječo mimo vojvodove slike, ki ji ponovno zagrozi in kliče pekel nad glavo. Tedaj tudi Rigoletto prekolne svojega gospoda.

### Tretje dejanje
Pred bivališčem razbojnika Sparafucila ob reki Mincio.
Trda noč je. Maščevalni Rigoletto je za dvajset škudov najel razbojnika, da bi vojvodo spravil s sveta. Ker pa ga Gilda kljub vsemu v svojem srcu še ljubi, bi ji oče sedaj rad prej še dokazal vojvodov brezsramni grešni značaj in nezvestobo.
Zato pregovori razbojnikovo sestro Magdaleno, naj zvabi zapeljivca v hišo. V častnika preoblečeni vojvoda stopi res v Sparafucilovo
hišo in naroči sobo in vino. Magdalena se prične lepemu neznancu prilizovati, in Gilda se skozi špranjo brž prepriča o vojvodovi nezvestobi. Vsa nesrečna objame očeta, ta pa jo odpravi domov, od koder naj se nemudoma preoblečena napoti na konju v Verono, kamor bo prispel že drugo jutro ponjo. Rigoletto izroči nato razbojniku denar za umor, zapeljivčevo truplo pa hoče na vsak način sam vreči v reko, da se bo tako s svojimi očmi prepričal o izvršenem maščevanju. 
Ker se bliža neurje, bi vojvoda rad kar tu prenočil, in Sparafucile ga spremi v gornjo sobo. Magdalena bi bila morala gostu skrivaj odvzeti meč, ker ji je pa tujec všeč, prosi brata, naj ga ne umori. Sparafucile, ki mora Rigolettu izročiti truplo, je prisiljen držati besedo, sklene pa umoriti mesto njega koga drugega, če bi ga čez noč privedla pot pod njegovo streho. Gilda, ki se je, sluteč zločin, skrivoma v moški obleki vrnila, se hoče žrtvovati za vojvodovo rešitev. Med nevihto potrka na vrata in prosi, naj jo vzemo pod streho: Sparafucile izkoristi položaj, za vrati jo zabode in stlači v vrečo. Opolnoči pride Rigoletto po svoj plen in zadovoljen prevzame truplo. Tedaj se nenadoma oglasi iz soseščine pesem, v kateri spozna dvorni norec — vojvodov glas! Rigoletto se zave, da nosi na ramah neko drugo žrtev, odveže vrečo in z grozo najde v njej svojo lastno umirajočo hčer. Strahotno Monteronejevo prekletstvo se je nad nesrečnim dvornim norcem do konca izpolnilo.

## Arija La donna e mobile
V operi je največji glasbeni hit arija Vojvode iz tretjega dejanja »La donna e mobile« (slovensko: Ženska je tičica). Skladatelj se je lepote melodije zavedal, zato jo je tenoristu pred krstno predstavo prepovedal peti v javnosti.
Izvirno besedilo:
La donna è mobile
Qual piuma al vento,
Muta d'accento — e di pensiero.
Sempre un amabile,
Leggiadro viso,
In pianto o in riso, — è menzognero.
(refren)
La donna è mobil
qual piuma al vento
Muta d'accento e di pensier!
e di pensier!
e di pensier!
È sempre misero
Chi a lei s'affida,
Chi le confida — mal cauto il core!
Pur mai non sentesi
Felice appieno
Chi su quel seno — non liba amore!
(refren)
La donna è mobil
qual piuma al vento
Muta d'accento e di pensier!
e di pensier!
e di pensier!

## Glasbeni primer
- Arija Vojvode v izvedbi tenorista Luciana Pavarottija